# Pirofoszforsav
A pirofoszforsav vagy más néven difoszforsav színtelen, szagtalan, higroszkópos, vízben, dietil-éterben és etil-alkoholban jól oldódó szervetlen vegyület. Foszforsavból keletkezik vízkilépéssel. Víz jelenlétében lassan foszforsavvá hidrolizál.
{\displaystyle \mathrm {H_{4}P_{2}O_{7}+H_{2}O\rightleftharpoons 2\ H_{3}PO_{4}} }
Közepesen erős szervetlen sav. Anionjait, sóit és észtereit pirofoszfátoknak nevezzük.
Korrozív, de nem mérgező anyag.

## Fordítás
Ez a szócikk részben vagy egészben  a   Pyrophosphoric acid című angol Wikipédia-szócikk ezen változatának fordításán alapul.  Az eredeti cikk szerkesztőit annak laptörténete sorolja fel. Ez a jelzés csupán a megfogalmazás eredetét és a szerzői jogokat jelzi, nem szolgál a cikkben szereplő információk forrásmegjelöléseként.

## További olvasnivalók
- Pyrophosphoric acid at PubChem (angolul)